# Instituts nationaux de technologie de l'Inde
Les Instituts nationaux de technologie de l'Inde (en anglais : National Institutes of Technology, sigle :NIT, en hindi : राष्ट्रीय प्रौद्योगिकी संस्थान), sont un ensemble de 30 instituts universitaires publics en Inde.  
Les NIT offrent des filières de formation menant aux diplômes de bachelor, master et doctorat dans des domaines divers d'ingénierie et de technologies. Chaque NIT est autonome et a le droit de construite ses propres filières.

## Liste des NIT
| Nom                                               | Photo | Fondation    | Sigle  | Lieu            | État                                     | référence |
| ------------------------------------------------- | ----- | ------------ | ------ | --------------- | ---------------------------------------- | --------- |
| NIT Agartala                                      |       | 1965 (2006‡) | NITA   | Agartala        | Tripura                                  | [ 1 ]     |
| Institut national de technologie Motilal Nehru    |       | 1961 (2002‡) | MNNIT  | Allahabad       | Uttar Pradesh                            | [ 2 ]     |
| Maulana Azad National Institute of Technology     |       | 1960 (2002‡) | MANIT  | Bhopal          | Madhya Pradesh                           | [ 3 ]     |
| National Institute of Technology Calicut          |       | 1961 (2002‡) | NITC   | Kozhikode       | Kerala Lakshadweep                       | [ 4 ]     |
| NIT Durgapur                                      |       | 1960 (2003‡) | NITDGP | Durgapur        | West Bengal                              | [ 5 ]     |
| NIT Hamirpur                                      |       | 1986 (2002‡) | NITH   | Hamirpur        | Himachal Pradesh                         | [ 6 ]     |
| Malaviya National Institute of Technology Jaipur  |       | 1963 (2002‡) | MNIT   | Jaipur          | Rajasthan                                | [ 7 ]     |
| Dr. B R Ambedkar National Institute of Technology |       | 1987 (2002‡) | NITJ   | Jalandhar       | [[ \|Pendjab]]                           | [ 8 ]     |
| NIT Jamshedpur                                    |       | 1960 (2002‡) | NITJSR | Jamshedpur      | Jharkhand                                | [ 9 ]     |
| NIT Kurukshetra                                   |       | 1963 (2002‡) | NITKKR | Kurukshetra     | Haryana                                  | [ 10 ]    |
| Visvesvaraya National Institute of Technology     |       | 1960 (2002‡) | VNIT   | Nagpur          | Maharashtra                              | [ 11 ]    |
| NIT Patna                                         |       | 1886 (2004‡) | NITP   | Patna           | Bihar                                    | [ 12 ]    |
| NIT Raipur                                        |       | 1956 (2005‡) | NITRR  | Raipur          | Chhattisgarh                             | [ 13 ]    |
| NIT Rourkela                                      |       | 1961 (2002‡) | NITRKL | Rourkela        | Odisha                                   | [ 14 ]    |
| NIT Silchar                                       |       | 1967 (2002‡) | NITS   | Silchar         | Assam                                    | [ 15 ]    |
| NIT Srinagar                                      |       | 1960 (2003‡) | NITSRI | Srinagar        | Jammu and Kashmir                        | [ 16 ]    |
| S V National Institute of Technology, Surat       |       | 1961 (2003‡) | SVNIT  | Surat           | Gujarat                                  | [ 17 ]    |
| NIT Karnataka                                     |       | 1958 (2002‡) | NITK   | Surathkal       | Karnataka                                | [ 18 ]    |
| NIT Tiruchirappalli                               |       | 1964 (2003‡) | NITT   | Tiruchirappalli | Tamil Nadu                               | [ 19 ]    |
| NIT Warangal                                      |       | 1958 (2002‡) | NITW   | Warangal        | Andhra Pradesh                           | [ 20 ]    |
| NIT Delhi                                         |       | 2010         | NITD   | New Delhi       | Delhi Chandigarh                         | [ 21 ]    |
| NIT Goa                                           |       | 2010         | NITG   | Farmagudi/NITK  | Goa Daman and Diu Dadra and Nagar Haveli | [ 22 ]    |
| NIT Puducherry                                    |       | 2010         | NITPY  | Karaikal/NITT   | Pondichéry                               | [ 23 ]    |
| NIT Uttarakhand                                   |       | 2010         | NIT UK | Srinagar/       | Uttarakhand                              | [ 24 ]    |
| NIT Mizoram                                       |       | 2010         | NITMZ  | Aizawl/VNIT     | Mizoram                                  | [ 25 ]    |
| NIT Meghalaya                                     |       | 2010         | NITM   | Shillong/SVNIT  | Meghalaya                                | [ 26 ]    |
| NIT Manipur                                       |       | 2010         | --     | Imphal/NITA     | Manipur                                  |           |
| NIT Nagaland                                      |       | 2010         | NITN   | Dimapur/NITS    | Nagaland                                 | [ 27 ]    |
| NIT Arunachal Pradesh                             |       | 2010         | NITAP  | Yupia           | Arunachal Pradesh                        | [ 28 ]    |
| NIT Sikkim                                        |       | 2010         | --     | Ravangla/NITC   | Sikkim                                   | [ 29 ]    |

‡ – année de transformation en NIT

## Galerie

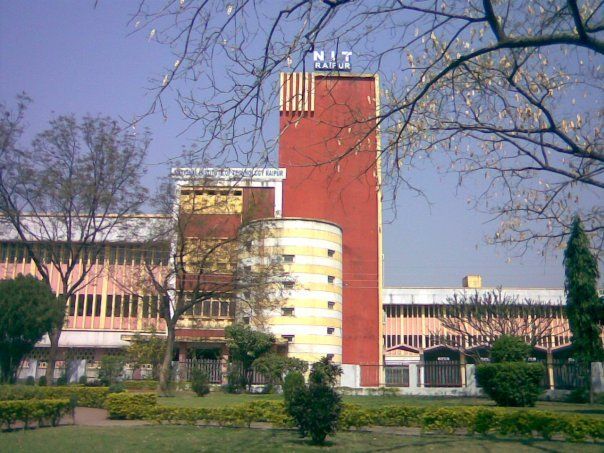
National Institute of Technology Raipur
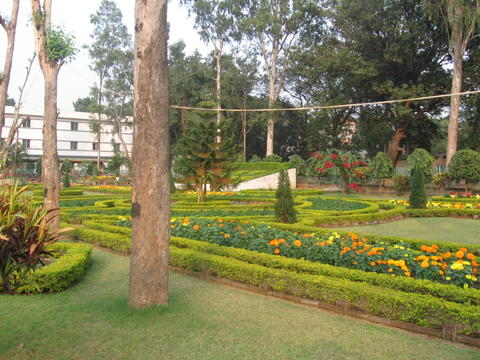
Le jardin du National Institute of Technology, Durgapur
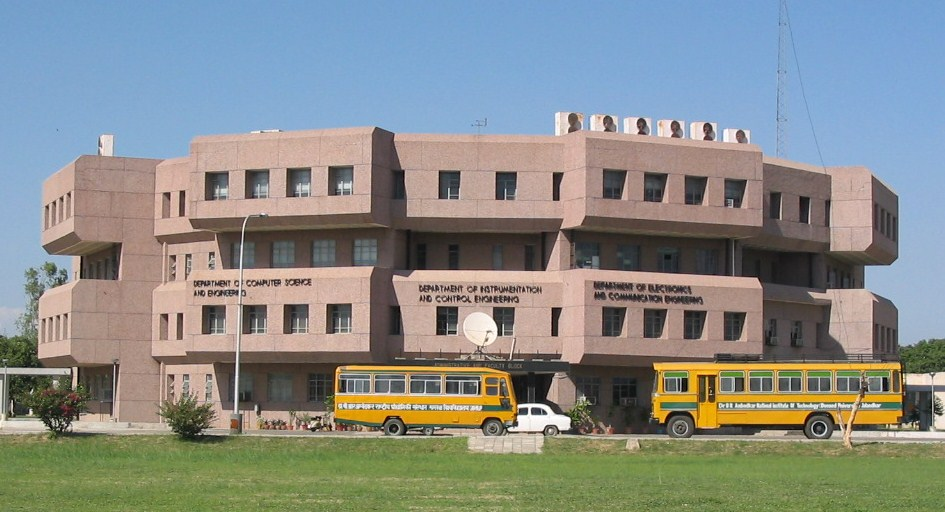
National Institute of Technology, Jalandhar
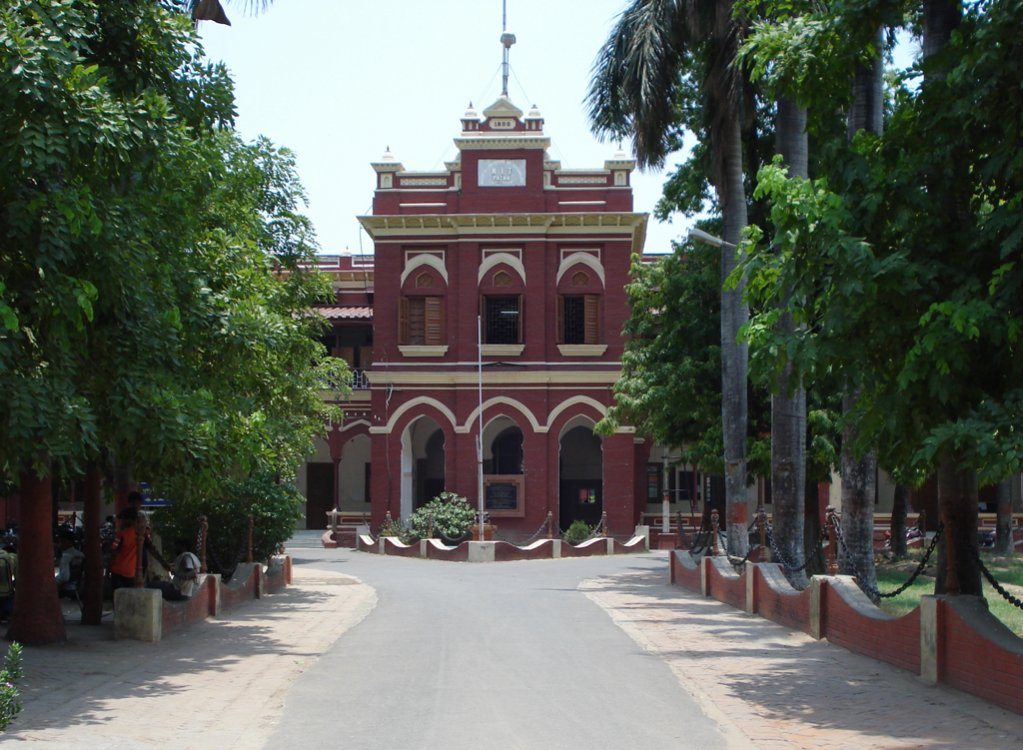
National Institute of Technology, Patna